# Eriocaulon lasiolepis
Eriocaulon lasiolepis là một loài thực vật có hoa trong họ Cỏ dùi trống. Loài này được Ruhland mô tả khoa học đầu tiên năm 1903.